# Reute (Oberstdorf)
Reute (mundartlich: d'Ritə, uf d Ritə) ist ein Gemeindeteil der Marktgemeinde Oberstdorf im bayerisch-schwäbischen Landkreis Oberallgäu.

## Geographie
Das Dorf liegt circa einen Kilometer westlich des Hauptorts Oberstdorf. Westlich von Reute fließt die Breitach. Im Westen verläuft die Bundesstraße 19.

## Ortsname
Der Ortsname stammt vom mittelhochdeutschen Wort rǖtine für Stück Land, das durch Roden urbar gemacht worden ist und deutet somit auf eine Rodesiedlung hin.

## Geschichte
Reute wurde erstmals urkundlich im Jahr 1451 mit dem Gut uff der Rütin erwähnt. Das Stift Kempten, die Herren von Heimenhofen und das Fürstbistum Augsburg hielten Besitzungen in Reute. Im Jahr 1621 wurden zwei Wohnhäuser in Reute gezählt. Der Ort ist wahrscheinlich ein Ausbau von Jauchen, zu dem es bis 1885 gerechnet wurde. 1950 wurden fünf Wohnhäuser in Reute gezählt, nachfolgend erfuhr der Ort einen deutlichen Wachstum.

## Baudenkmäler
Siehe: Liste der Baudenkmäler in Reute